# WinShell
WinShell est un  environnement de développement libre et multilingue pour LaTeX et TeX fonctionnant sous Windows, développé par Ingo H. de Boer. Sa version la plus récente est la 4.0, disponible en plus de vingt langues.

## Description
WinShell inclut un éditeur de texte, la coloration syntaxique, la gestion de projet, un assistant de table, le support de BibTeX, le support d'Unicode, différentes barres d'outils, complétion, dictionnaire, d'options de configuration pour l'utilisateur, macros personnelle comme ps2pdf, et, est portable (par ex. sur support USB).
Ce n'est pas une distribution de LaTeX ; une distribution additionnelle de LaTeX pour Microsoft Windows (telle que MiKTeX ou TeX Live) est donc nécessaire.